# Rogny-les-Sept-Écluses
Rogny-les-Sept-Écluses és un municipi francès, situat al departament del Yonne i a la regió de Borgonya - Franc Comtat. L'any 2007 tenia 706 habitants.

## Demografia

### Població
El 2007 la població de fet de Rogny-les-Sept-Écluses era de 706 persones. Hi havia 332 famílies, de les quals 132 eren unipersonals (36 homes vivint sols i 96 dones vivint soles), 128 parelles sense fills, 56 parelles amb fills i 16 famílies monoparentals amb fills.
La població ha evolucionat segons el següent gràfic:
Habitants censats

### Habitatges
El 2007 hi havia 556 habitatges, 355 eren l'habitatge principal de la família, 161 eren segones residències i 40 estaven desocupats. 543 eren cases i 12 eren apartaments. Dels 355 habitatges principals, 250 estaven ocupats pels seus propietaris, 78 estaven llogats i ocupats pels llogaters i 27 estaven cedits a títol gratuït; 5 tenien una cambra, 43 en tenien dues, 71 en tenien tres, 126 en tenien quatre i 111 en tenien cinc o més. 242 habitatges disposaven pel capbaix d'una plaça de pàrquing. A 190 habitatges hi havia un automòbil i a 107 n'hi havia dos o més.

### Piràmide de població
La piràmide de població per edats i sexe el 2009 era:
| Homes | Edats   | Dones |
| ----- | ------- | ----- |
| 0     | 95 o +  | 0     |
| 8     | 90 a 94 | 0     |
| 12    | 85 a 89 | 8     |
| 8     | 80 a 84 | 16    |
| 24    | 75 a 79 | 40    |
| 44    | 70 a 74 | 28    |
| 32    | 65 a 69 | 32    |
| 28    | 60 a 64 | 20    |
| 8     | 55 a 59 | 24    |
| 36    | 50 a 54 | 28    |
| 32    | 45 a 49 | 20    |
| 12    | 40 a 44 | 28    |
| 28    | 35 a 39 | 8     |
| 0     | 30 a 34 | 8     |
| 28    | 25 a 29 | 20    |
| 8     | 20 a 24 | 0     |
| 32    | 15 a 19 | 20    |
| 24    | 10 a 14 | 36    |
| 8     | 5 a 9   | 16    |
| 4     | 0 a 4   | 4     |

## Economia
El 2007 la població en edat de treballar era de 387 persones, 251 eren actives i 136 eren inactives. De les 251 persones actives 219 estaven ocupades (114 homes i 105 dones) i 32 estaven aturades (14 homes i 18 dones). De les 136 persones inactives 71 estaven jubilades, 20 estaven estudiant i 45 estaven classificades com a «altres inactius».

### Ingressos
El 2009 a Rogny-les-Sept-Écluses hi havia 371 unitats fiscals que integraven 766,5 persones, la mediana anual d'ingressos fiscals per persona era de 18.038 €.

### Activitats econòmiques
Dels 30 establiments que hi havia el 2007, 2 eren d'empreses alimentàries, 4 d'empreses de fabricació d'altres productes industrials, 2 d'empreses de construcció, 5 d'empreses de comerç i reparació d'automòbils, 4 d'empreses de transport, 4 d'empreses d'hostatgeria i restauració, 1 d'una empresa financera, 2 d'empreses de serveis, 2 d'entitats de l'administració pública i 4 d'empreses classificades com a «altres activitats de serveis».
Dels 7 establiments de servei als particulars que hi havia el 2009, 1 era una oficina de correu, 1 una oficina bancària, 1 taller de reparació d'automòbils i de material agrícola, 1 paleta, 1 empresa de construcció, 1 perruqueria i 1 restaurant.
Dels 2 establiments comercials que hi havia el 2009, 1 era una botiga de menys de 120 m² i 1 una botiga de material de revestiment de parets i terra.
L'any 2000 a Rogny-les-Sept-Écluses hi havia 17 explotacions agrícoles que ocupaven un total de 1.690 hectàrees.

## Equipaments sanitaris i escolars
L'únic equipament sanitari que hi havia el 2009 era una farmàcia.
El 2009 hi havia una escola elemental integrada dins d'un grup escolar amb les comunes properes formant una escola dispersa.

## Poblacions més properes
El següent diagrama mostra les poblacions més properes.